# Durusu (Arnavutköy)
Durusu (Derkos ou Terkos en grec) est un quartier du district d'Arnavutköy, sur la rive européenne de la province d'Istanbul.